# 杜布罗夫卡 (杜布罗夫卡区)
杜布罗夫卡（羅馬化：Dubrovka）是俄罗斯布良斯克州的市级镇、杜布罗夫卡区行政中心，位于杰斯纳河流域内，在州府布良斯克西北方。
该地2021年人口有6,895人；2010年人口8,015；2002年人口8,598；1989年人口8,600。